# Supercoupe de l'UEFA 2017
La Supercoupe de l'UEFA 2017 est la 42e édition de la Supercoupe de l'UEFA. Le match oppose le Real Madrid, vainqueur de la Ligue des champions 2016-2017, à Manchester United, vainqueur de la Ligue Europa 2016-2017.
La rencontre se déroule le 8 août 2017 au stade national Philippe-II de Skopje en Macédoine.
Au terme de la rencontre, le Real Madrid l'emporte sur le score de deux buts à un.
Les règles du match sont celles d'une finale de Coupe d'Europe : la durée de la rencontre est de 90 minutes. S'il y a toujours match nul, une prolongation de deux fois quinze minutes est jouée. S'il y a toujours égalité au terme de cette prolongation, une séance de tirs au but est réalisée. Trois remplacements sont autorisés pour chaque équipe.

## Stade
Le stade national Philippe-II a été désigné comme hôte de la Supercoupe de l’UEFA à l'issue d'une réunion du Comité exécutif de l'UEFA à Nyon le 29 juin 2015. Il s'agit de la première Supercoupe de l’UEFA se déroulant en Macédoine.
Il s'agit du principal stade de football du pays. Le FK Vardar et le FK Rabotnicki y résident. Sa capacité UEFA est de 33 460 places.

## Match
| ·               |                   |     |
| Titulaires :    |                   |     |
|                 |                   |     |
| 1               | Keylor Navas      |     |
| 2               | Dani Carvajal     |     |
| 5               | Raphaël Varane    |     |
| 4               | Sergio Ramos      |     |
| 12              | Marcelo           |     |
| 14              | Casemiro          |     |
| 10              | Luka Modrić       |     |
| 8               | Toni Kroos        |     |
| 11              | Gareth Bale       | 74e |
| 9               | Karim Benzema     | 83e |
| 22              | Isco              | 74e |
|                 |                   |     |
| Remplaçants :   |                   |     |
| 13              | Kiko Casilla      |     |
| 6               | Nacho             |     |
| 15              | Théo Hernandez    |     |
| 20              | Marco Asensio     | 74e |
| 23              | Mateo Kovačić     |     |
| 7               | Cristiano Ronaldo | 83e |
| 17              | Lucas Vázquez     | 74e |
|                 |                   |     |
| Entraîneur :    |                   |     |
| Zinedine Zidane |                   |     |

| ·             |                    |     |
| Titulaires :  |                    |     |
|               |                    |     |
| 1             | David de Gea       |     |
| 25            | Antonio Valencia   |     |
| 2             | Victor Lindelöf    |     |
| 12            | Chris Smalling     |     |
| 36            | Matteo Darmian     |     |
| 21            | Ander Herrera      | 56e |
| 31            | Nemanja Matić      |     |
| 6             | Paul Pogba         |     |
| 22            | Henrikh Mkhitaryan |     |
| 9             | Romelu Lukaku      |     |
| 14            | Jesse Lingard      | 46e |
|               |                    |     |
| Remplaçants : |                    |     |
| 20            | Sergio Romero      |     |
| 17            | Daley Blind        |     |
| 8             | Juan Mata          |     |
| 16            | Michael Carrick    |     |
| 27            | Marouane Fellaini  | 56e |
| 11            | Anthony Martial    |     |
| 19            | Marcus Rashford    | 46e |
|               |                    |     |
| Entraîneur :  |                    |     |
| José Mourinho |                    |     |

| ·               |                   |     |
| Titulaires :    |                   |     |
|                 |                   |     |
| 1               | Keylor Navas      |     |
| 2               | Dani Carvajal     |     |
| 5               | Raphaël Varane    |     |
| 4               | Sergio Ramos      |     |
| 12              | Marcelo           |     |
| 14              | Casemiro          |     |
| 10              | Luka Modrić       |     |
| 8               | Toni Kroos        |     |
| 11              | Gareth Bale       | 74e |
| 9               | Karim Benzema     | 83e |
| 22              | Isco              | 74e |
|                 |                   |     |
| Remplaçants :   |                   |     |
| 13              | Kiko Casilla      |     |
| 6               | Nacho             |     |
| 15              | Théo Hernandez    |     |
| 20              | Marco Asensio     | 74e |
| 23              | Mateo Kovačić     |     |
| 7               | Cristiano Ronaldo | 83e |
| 17              | Lucas Vázquez     | 74e |
|                 |                   |     |
| Entraîneur :    |                   |     |
| Zinedine Zidane |                   |     |

| ·             |                    |     |
| Titulaires :  |                    |     |
|               |                    |     |
| 1             | David de Gea       |     |
| 25            | Antonio Valencia   |     |
| 2             | Victor Lindelöf    |     |
| 12            | Chris Smalling     |     |
| 36            | Matteo Darmian     |     |
| 21            | Ander Herrera      | 56e |
| 31            | Nemanja Matić      |     |
| 6             | Paul Pogba         |     |
| 22            | Henrikh Mkhitaryan |     |
| 9             | Romelu Lukaku      |     |
| 14            | Jesse Lingard      | 46e |
|               |                    |     |
| Remplaçants : |                    |     |
| 20            | Sergio Romero      |     |
| 17            | Daley Blind        |     |
| 8             | Juan Mata          |     |
| 16            | Michael Carrick    |     |
| 27            | Marouane Fellaini  | 56e |
| 11            | Anthony Martial    |     |
| 19            | Marcus Rashford    | 46e |
|               |                    |     |
| Entraîneur :  |                    |     |
| José Mourinho |                    |     |